# Titus Mulama
Titus Brian Mulama (ur. 6 sierpnia 1980 w Nairobi) – kenijski piłkarz grający na pozycji pomocnika. Jest bratem-bliźniakiem Simeona Mulamy, także piłkarza i reprezentanta Kenii.

## Kariera klubowa
Karierę piłkarską Mulama rozpoczął w klubie Mathare United ze stolicy kraju Nairobi. W jego barwach zadebiutował w 1998 roku w kenijskiej Premier League. W 1998 i 2000 roku zdobył z nim Puchar Kenii. W 2005 roku odszedł do rwandyjskiego APR FC z Kigali. W 2005 i 2006 roku został z nim mistrzem Rwandy, a w tym drugim przypadku zdobył też Puchar Rwandy. W 2006 roku ponownie grał w Mathare United, a w 2007 roku w kostarykańskim CS Herediano. W latach 2007–2008 był zawodnikiem szwedzkiego trzecioligowca Västerås SK. W 2009 roku wrócił do Kenii, do Mathare United. Następnie grał w: KCB, Sofapaka Nairobi, FC Saint Eloi Lupopo, Nakuru AllStars i ponownie Sofapaka, w którym w 2013 zakończył karierę.

## Kariera reprezentacyjna
W reprezentacji Kenii Mulama zadebiutował 10 grudnia 2001 roku w wygranym 2:1 meczu Pucharu CECAFA 2001 z Erytreą. W 2004 roku został powołany do kadry na Puchar Narodów Afryki 2004. Tam był podstawowym zawodnikiem i rozegrał 3 spotkania: z Mali (1:3 i gol w 58. minucie), z Senegalem (0:3) i z Burkina Faso (3:0). Od 2001 do 2012 rozegrał w kadrze narodowej 63 mecze i strzelił 8 goli.